# Audrey Hylton-Foster
Audrey Pellew Hylton-Foster, baronessa Hylton-Foster DBE (Simla, 19 maggio 1908 – Leith Hill, 31 ottobre 2002), è stata una politica britannica.

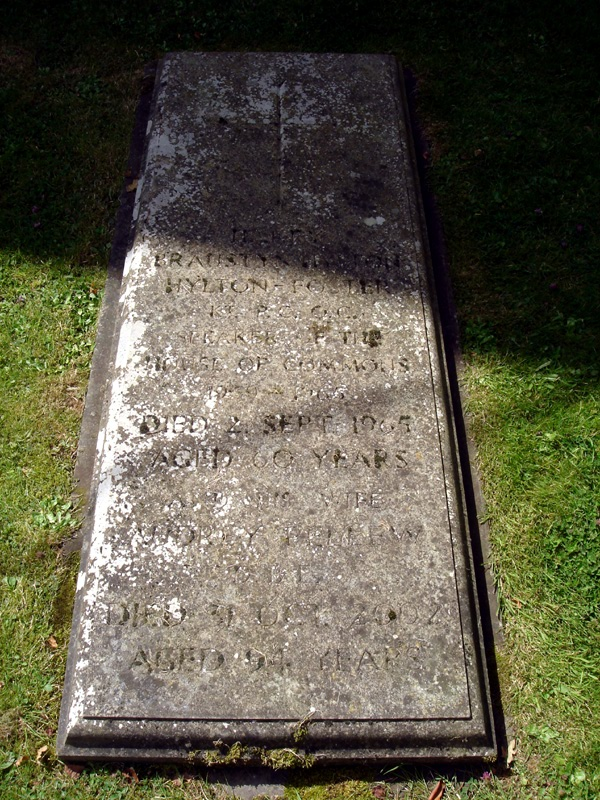
Tomba di Harry e Audry Hylton-Foster, Chiesa di San Barnaba, Ranmore Common, Surrey

Nata a Simla, India, era la figlia di Douglas Clifton Brown, primo visconte Ruffside, e Violet Cicely Kathleen Wollaston. Il 22 dicembre 1931, nella Chiesa di St. Michael a Pimlico, sposò Sir Harry Braustyn Hylton-Foster, matrimonio dal quale non nacquero figli.
Studiò alla St George's School ad Ascot e all'Ivy House School a Wimbledon. Sia suo padre che suo marito sono stati portavoce della Camera dei Comuni.

## Biografia
Audrey Hylton-Foster visse inizialmente alla Speaker's House durante il periodo in cui suo padre era lì, e vi si recò dopo aver contratto il morbillo. Durante la convalescenza iniziò a lavorare per la Croce Rossa britannica e questo, a parte la politica, diventò il lavoro della sua vita.
Durante la seconda guerra mondiale fu infermiera al St Luke's Hospital di Chelsea. Nel 1950 divenne direttore della divisione Chelsea della Croce Rossa britannica. È stata in varie occasioni presidente e sponsorizzatrice della filiale di Londra. Alla fine del 1980 è stata consulente presso la sede nazionale.
Suo marito aveva iniziato la sua carriera politica dopo la seconda guerra mondiale. Nel 1945 egli perse il suo primo tentativo di un seggio alla Camera dei Comuni per il collegio elettorale di Shipley e nel 1950 fu membro del Parlamento per York. 
Dopo la morte del marito, il 7 dicembre 1965 fu nominata pari a vita come baronessa Hylton-Foster, della City of Westminster. Nonostante le sue precedenti obiezioni nei confronti delle donne in politica, divenne un membro attivo della Camera dei Lord e per molti anni servì come Convocatore dei pari crossbencher. È stata nominata "Dame Commander of the Order of the British Empire" (DBE) nel Birthday Honours del 1990.
Audrey Hylton-Foster ha vissuto in una rimessa per carrozze convertita a Leith Hill nel Surrey. Ogni anno apriva i suoi giardini al pubblico (Garden Open Day), al fine di raccogliere fondi per vari enti di beneficenza. 
Il Garden Open Day ha raccolto fondi per una serie di buone cause tra cui la Croce Rossa britannica, la ricerca sul cancro, le scuole locali.  Un anno, con l'aiuto dell'attrice Virginia McKenna, l'iniziativa ha raccolto una somma considerevole per la Born Free Foundation.